# Macy’s (компания)
Macy’s, Inc. — американская холдинговая компания, управляющая сетями универмагов Macy’s и Bloomingdale’s, а также магазинов косметики Bluemercury.

## История
Компания была основана в 1929 году в Колумбусе (Огайо) под названием Federated Department Stores («Федеративные универмаги»). Она была создана как холдинговая компания для Lazarus и нескольких других региональных сетей универмагов (Shillito’s и Abraham & Straus). В 1930 году к «Федеративным универмагам» присоедилась ещё одна сеть — Bloomingdale’s. Основной целью объединения было выстоять в период Великой депрессии. В 1945 году штаб-квартира Federated была перенесена в Цинциннати. В 1950-х годах было поглощено ещё несколько сетей, к концу десятилетия Federated стала самой крупной в США компанией по управлению универмагами. К середине 1960-х годов оборот достиг 1 млрд долларов, а к 1970 году — 2 млрд долларов. В 1968 году была куплена сеть супермаркетов Ralphs; также в этом году была основана сеть дискаунтеров Gold Circle (ликвидирована в 1988 году).
В 1970-е годы продолжался рост за счёт поглощений: к 1979 году 350 торговых точек давали оборот в 5,4 млрд долларов. Крупнейшим приобретением этого периода была компания Rich’s Inc., которая базировалась в Атланте (Джорджия). В 1980-х годах сети универмагов, включая Federated, столкнулись с ростом конкуренции со стороны как более дешёвых розничных сетей, так и со стороны специализированных магазинов. В 1988 году компания была поглощена Campeau Corporation и объединена с другим оператором универмагов, Allied Stores (его Campeau Corporation приобрела двумя годами ранее). Эти два поглощения Campeau Corporation осуществила на заёмные средства и уже в начале 1990 года оказалась неплатежеспособной; 15 января 1990 года было подано заявление о банкротстве (на то время второе крупнейшее в истории США в небанковской сфере).

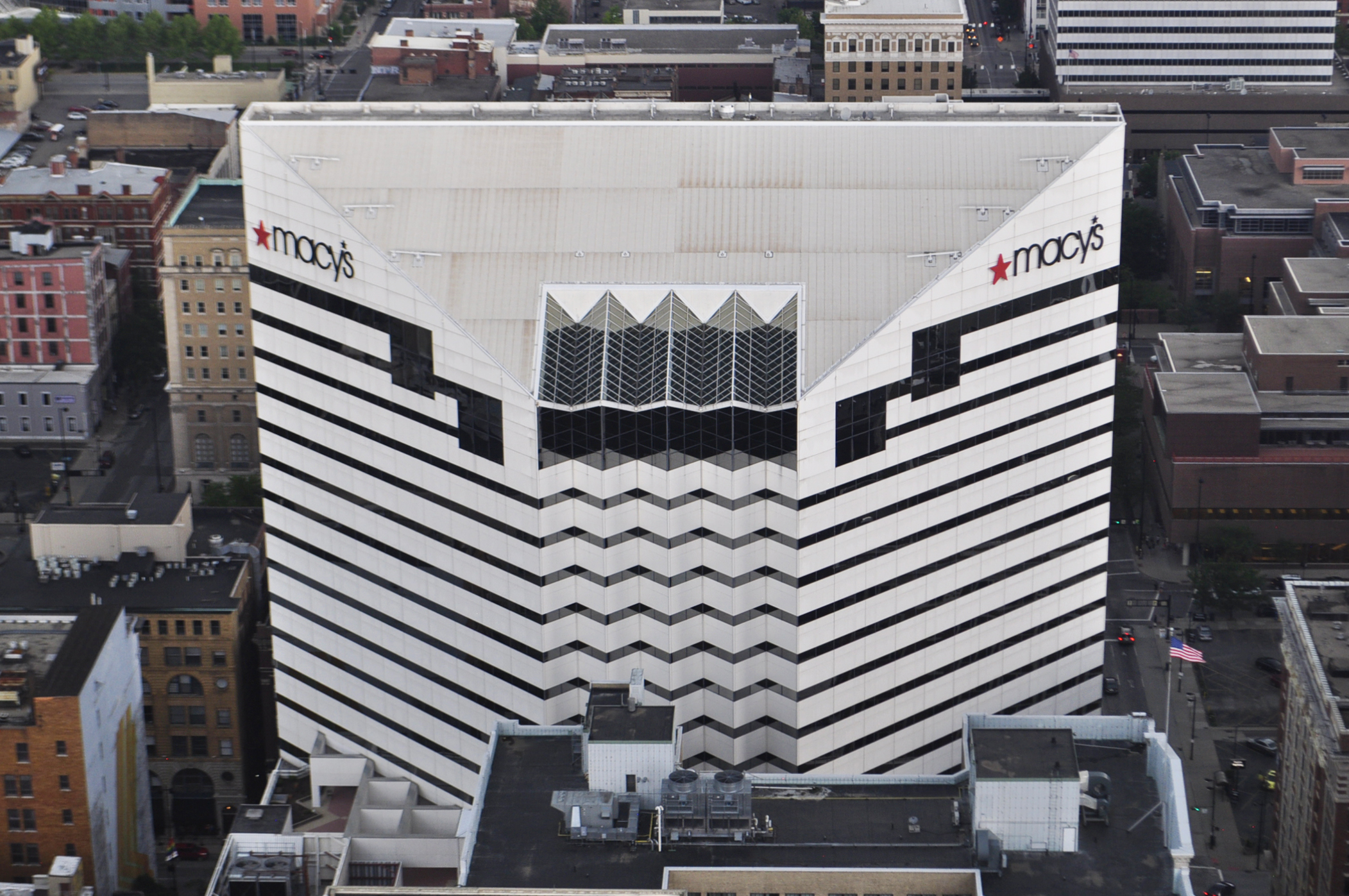
Штаб-квартира в Цинциннати с 1980 по 2020 год

В ходе реорганизации Federated и Allied завершили объединение, было закрыто 40 торговых точек и продано несколько региональных сетей универмагов, а также супермаркеты Ralphs. На момент выхода из процедуры банкротства в 1992 году у Federated было 220 универмагов с общим оборотом около 7 млрд долларов. В декабре 1994 году был поглощён один из основных конкурентов — сеть универмагов Macy’s (с 1992 года она также была в процедуре банкротства). После этого начался постепенный перевод всех сетей универмагов, за исключением Bloomingdale’s, на название Macy’s. В 1995 году была куплена сеть из 82 универмагов Broadway Stores. С середины 1990-х годов компания начала использовать собственные торговые марки, такие как Alfani, I.N.C., Charter Club и Tools of the Trade. В 1996 году был запущен интернет-магазин Macys.Com, а в 1998 году начата торговля по каталогам; эти два направления были расширены в 1999 году покупкой Fingerhut Companies (второго крупнейшего в США оператора продаж по каталогам и через интернет). В 1998 году оборот Federated составил 15,83 млрд долларов.
В 2005 году была поглощена сеть The May Department Stores. В 2007 году название Federated Department Stores было изменено на Macy’s, Inc. В 2015 году за 210 млн долларов была куплена сеть магазинов косметики Bluemercury. В 2020 году штаб-квартира была перенесена из Цинциннати во флагманский универмаг в Нью-Йорке — Macy's Herald Square; к этому 11-этажному торговому центру планировалось надстроить офисную башню, но этот проект был отложен на неопределённый срок.

## Собственники и руководство
Акции компании котируются на Нью-Йоркской фондовой бирже и в основном принадлежат институциональным инвесторам. По состоянию на 2025 год крупнейшими из них были Vanguard Fiduciary Trust Co. (11,51 %), BlackRock Advisors LLC (8,82 %), DFA Australia Ltd. (5,46 %), State Street Corporation (3,34 %), Cooper Creek Partners Management LLC (2,82 %).
Энтони Спринг (Antony Spring) — председатель совета директоров и генеральный директор с 2024 года, в компании с 1987 года.

## Деятельность
По состоянию на февраль 2025 года под управлением компании находилось 680 торговых точек в 43 штатах США; 2 универмага Bloomingdale’s на Ближнем Востоке работали по лицензии (в Дубае и Кувейте). Торговые точки работают под названиями Macy’s (включая Macy’s Backstage и Macy’s small format, всего 450 точек), Bloomingdale’s (включая Bloomingdale’s The Outlet и Bloomie’s, всего 59 точек) и Bluemercury (171 точка). Компания также ведёт торговлю через интернет.
Выручка за 2024/25 финансовый год составила 23 млрд долларов. Основными категориями товаров являются женская галантерея, обувь, косметика и парфюмерия (42 % выручки), женская одежда (22 %), товары для мужчин и детей (21 %), товары для дома (15 %). Помимо розничной торговли компания предоставляет банковские услуги через FDS Bank.
В списке крупнейших публичных компаний мира Forbes Global 2000 за 2024 год Macy’s заняла 1529-е место. В списке крупнейших компаний США Fortune 500 заняла 172-е место.